# Rosa Jalja
Rosa Jalja (Bolivia, 1952) es una lideresa indígena aymara y locutora de radio, reconocida por su trabajo en la defensa del lago Titicaca. Es miembro de la Red de Mujeres Unidas en Defensa del Agua y autoridad central de la Confederación Nacional de Mujeres Campesinas Indígenas Originarias de Bolivia “Bartolina Sisa”, en la provincia Manco Kapac. Ha promovido acciones de concienciación y restauración ambiental para enfrentar la contaminación del lago Titicaca y la disminución de especies nativas.

## Activismo ambiental y liderazgo comunitario
Desde 2016, Jalja forma parte de la Red de Mujeres Unidas en Defensa del Agua, un grupo de mujeres lideresas voluntarias con el propósito de proteger los recursos hídricos del lago Titicaca. Su labor se centra en la capacitación sobre cambio climático y medio ambiente, la realización de mediciones de contaminación del agua y la organización de jornadas de limpieza en las orillas del lago. Ha trabajado en la identificación de las causas de la disminución de especies nativas de peces como el mauri y el karachi, atribuidas a la contaminación y la pesca indiscriminada.
La Red de Mujeres Unidas en Defensa del Agua opera en siete municipios de Bolivia, incluyendo Copacabana, Huatajata y Desaguadero. En colaboración con Agua Sustentable y la Autoridad Binacional Autónoma del Lago Titicaca (ALT), la red ha llevado a cabo estudios ambientales y coordinado acciones con lideresas de comunidades aymaras de Perú y Bolivia. Sus actividades incluyen monitoreo de la contaminación con herramientas tecnológicas como drones y mediciones de metales en el agua.

## Trabajo en radio y comunicación comunitaria

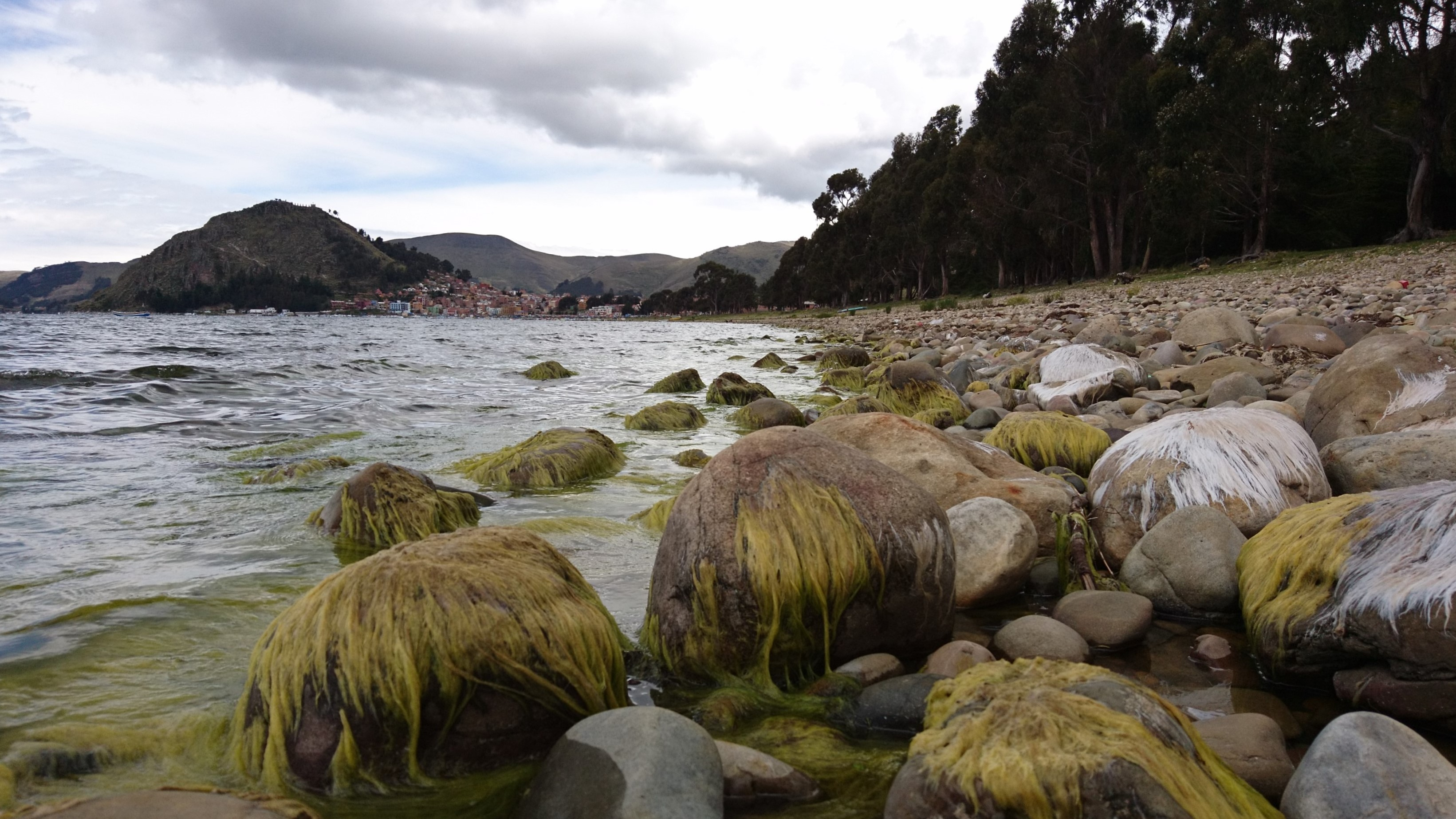
Rosa Jalja y la Red de Mujeres Unidas en Defensa del Agua realizan acciones para mitigar la contaminación del lago Titicaca.

A los 16 años, Jalja inició su trayectoria en la radio en su lengua materna, el aymara. Fue una de las fundadoras de Radio Copacabana en 1997, emisora desde la cual ha promovido la sensibilización sobre la conservación del lago Titicaca y los derechos de las comunidades indígenas. A través de la radio, ha difundido conocimientos sobre el impacto de la contaminación en la salud y la agricultura, así como estrategias de mitigación ambiental.

## Acciones comunitarias
Las defensoras del agua han organizado campañas de limpieza en el lago con el apoyo de autoridades locales, organizaciones indígenas y voluntarios. Han promovido el diálogo de saberes entre comunidades para fortalecer la protección ambiental y generar redes de apoyo. También han coordinado con grupos como pescadores y lancheros para implementar prácticas sostenibles en el uso del agua.